# 名古屋産業大学
名古屋産業大学（なごやさんぎょうだいがく、英語: Nagoya Sangyo University）は、日本の私立大学である。愛知県尾張旭市に本部を置く。略称は名産大。
名古屋市北区に大学院サテライトキャンパスを有する。

## 概観

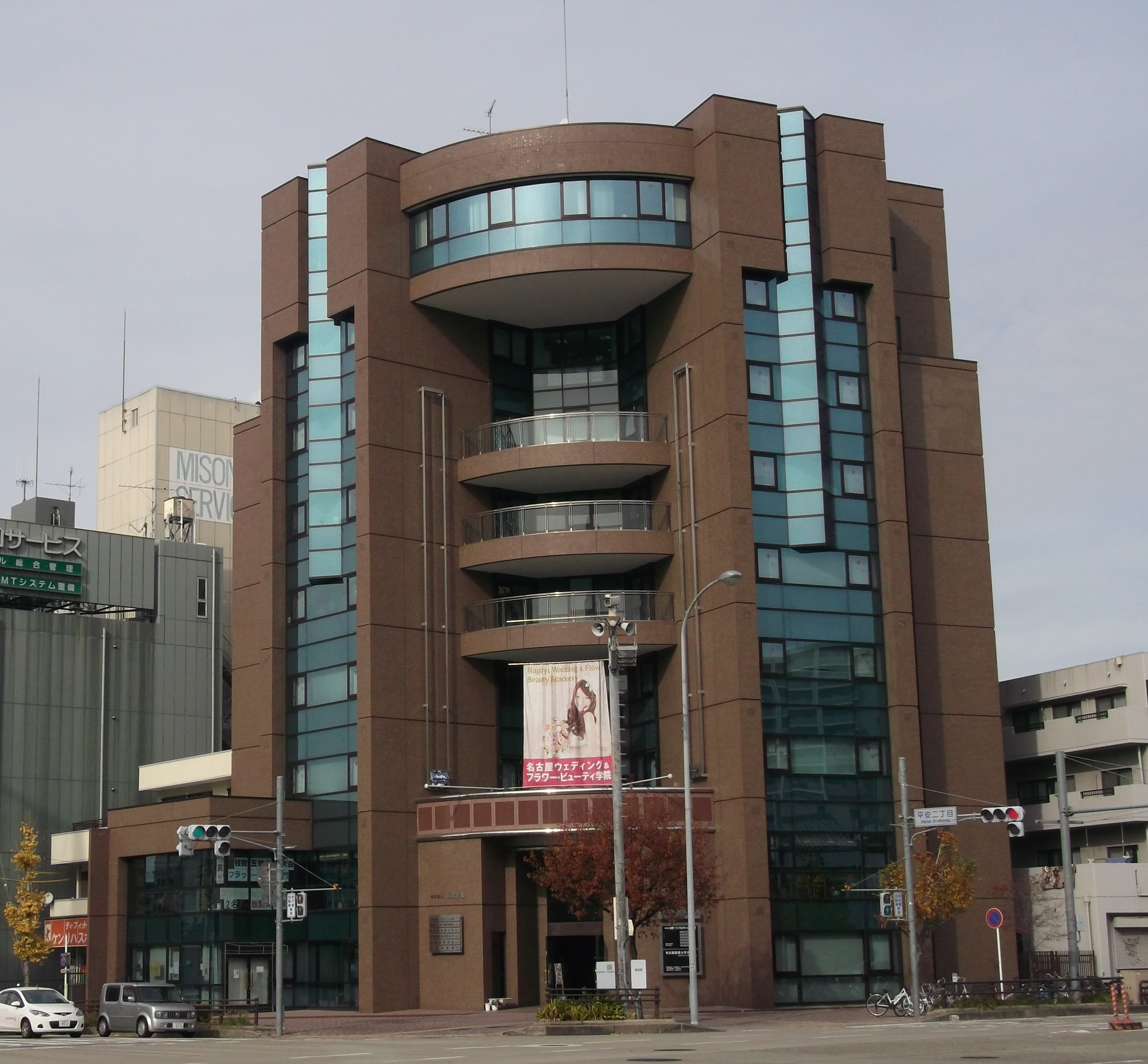
平安サテライトキャンパス

現代ビジネス学部に、現代ビジネス学科と経営専門職学科の2学科が設置されている。現代ビジネス学科を卒業した者には、「学士（現代ビジネス）」の学位が授与される。経営専門職学科は、一般の大学の学科とは異なり、専門職大学と同様に職業教育に重きを置く専門職学科として設置された。専門職学科であるため、卒業しても一般の大学のような学士の学位は取得できないが、代わって「学士（経営専門職）」の学位が授与される。なお、一般の大学に専門職学科が開設されたのは、名古屋産業大学が史上初めてである。
現代ビジネス学部が発足する前は、環境情報ビジネス学部が置かれていた。かつて同学部の環境情報ビジネス学科では、「学士（環境情報ビジネス）」の学位が授与されていた。
大学院の環境マネジメント研究科には環境マネジメント専攻が設置されている。環境マネジメント専攻の博士前期課程を修了した者には「修士（環境マネジメント）」の学位が授与され、博士後期課程を修了した者には「博士（環境マネジメント）」が授与される。
附属施設に図書館、環境経営研究所、情報センターがある。

## 沿革
- 1951年6月 - 愛知県より菊武タイピスト学校（現：菊武ビジネス専門学校）設置認可
- 1953年2月 - 愛知県より学校法人高木学園設立認可
- 1962年 - 学校法人高木学園を学校法人菊武学園に名称変更
- 2000年4月 - 名古屋産業大学（環境情報ビジネス学部環境情報ビジネス学科）開学
- 2004年 - 環境情報ビジネス学部に人間環境マネジメント学科を増設、大学院環境マネジメント研究科（修士課程）開設
- 2007年4月 - 大学院環境マネジメント研究科に博士課程を開設、修士課程を博士前期課程に変更
- 2009年4月 - 環境情報ビジネス学部を環境情報ビジネス学科の1学科に改組
- 2017年4月 - 環境情報マネジメント学部を現代ビジネス学部に改称
- 2021年4月 - 現代ビジネス学部に経営専門職学科を開設

## 組織

### 学部・学科
- 現代ビジネス学部[通学課程]
  - 現代ビジネス学科
    - 医療情報管理コース
    - ビジネス心理コース
    - 情報ビジネスコース
    - 環境ビジネスコース
    - スポーツビジネスコース
    - グローバルビジネスコース

  - 経営専門職学科（専門職学科）
- 現代ビジネス学部［通信教育課程］（令和7年4月開設予定）
  - 現代ビジネス学科

### 大学院
- 環境マネジメント研究科（博士前期課程・博士後期課程）
  - 環境マネジメント専攻
    - 環境経営マネジメント関連領域
    - 環境社会マネジメント関連領域

※ 関連領域があるのは博士前期課程のみ

## 関連学校
- 名古屋経営短期大学
- 名古屋ウェディング&フラワー・ビューティ学院
- 菊武ビジネス専門学校
- 菊華高等学校
- 菊武幼稚園

## 交通アクセス
名古屋産業大学
名鉄瀬戸線 尾張旭駅下車、徒歩7分
名古屋産業大学大学院（サテライトキャンパス）
名鉄瀬戸線・名古屋市営地下鉄名城線・JR東海中央本線・名古屋ガイドウェイバス ガイドウェイバス志段味線（ゆとりーとライン）大曽根駅下車、徒歩5分

## 大学関係者一覧

### 卒業生
- 小泉奈津美（プロボウラー）
- 沼田拓巳（プロ野球選手） ※ 中退
- ジョップ・セリンサリウ（プロサッカー選手） ※ 中退
- 大山晟那（プロサッカー選手）